# Elección legislativa de Francia de 1881
Las elecciones legislativas de Francia de 1881 se realizaron el 21 de agosto y 4 de septiembre de 1881.

## Resultados
|  | Partido                    | Votos     | Escaños | %      |
|  | -------------------------- | --------- | ------- | ------ |
|  | Unión Republicana          | 2.973.564 | 204     | 37,50% |
|  | Izquierda Republicana      | 2.448.817 | 168     | 30,88% |
|  | Partido Radical            | 670.630   | 46      | 8,46%  |
|  | Bonapartistas              | 760.388   | 46      | 8,45%  |
|  | Monarquistas               | 612.204   | 42      | 7,72%  |
|  | Conservadores republicanos | 553.899   | 38      | 6,99%  |

- Datos: Q305452